# Gand-Wevelgem 1983
La 45e édition de Gand-Wevelgem a eu lieu le 6 avril 1983. Elle a été remportée par le Néerlandais Leo van Vliet (TI-Raleigh-Campagnolo), il est suivi dans le même temps par son compatriote et coéquipier Jan Raas et par le Belge Frank Hoste (Europ Decor-Dries).

## Classement final
La course est remportée par le Néerlandais Leo van Vliet (TI-Raleigh-Campagnolo).
| \| Classement général \| Classement général \| Classement général \| Classement général \| Classement général \| \| Coureur \| Coureur \| Pays \| Équipe \| Temps \| \| ------------------ \| ------------------ \| ------------------ \| --------------------- \| ------------------ \| \| 1er \| Leo van Vliet \| Pays-Bas \| TI-Raleigh-Campagnolo \| 6 h 29 min 08 s \| \| 2e \| Jan Raas \| Pays-Bas \| TI-Raleigh-Campagnolo \| + 0 s \| \| 3e \| Frank Hoste \| Belgique \| Europ Decor-Dries \| + 0 s \| \| 4e \| Adrie van der Poel \| Pays-Bas \| Jacky Aernoudt-Rossin \| + 0 s \| \| 5e \| Etienne De Wilde \| Belgique \| La Redoute-Motobécane \| + 0 s \| \| 6e \| Gregor Braun \| Allemagne \| Vivi-Benotto-Puma \| + 0 s \| \| 7e \| Pierino Gavazzi \| Italie \| Atala-Campagnolo \| + 0 s \| \| 8e \| Stefan Mutter \| Suisse \| \| + 0 s \| \| 9e \| Ludo Peeters \| Belgique \| TI-Raleigh-Campagnolo \| + 0 s \| \| 10e \| Valerio Piva \| Italie \| \| + 0 s \| |                    |           |                       |                 |
| |                    |           |                       |                 |
| Sources : ProCyclingStats Cycling Archives |                    |           |                       |                 |
| Classement général |                    |           |                       |                 |
| Coureur | Coureur            | Pays      | Équipe                | Temps           |
| 1er | Leo van Vliet      | Pays-Bas  | TI-Raleigh-Campagnolo | 6 h 29 min 08 s |
| 2e | Jan Raas           | Pays-Bas  | TI-Raleigh-Campagnolo | + 0 s           |
| 3e | Frank Hoste        | Belgique  | Europ Decor-Dries     | + 0 s           |
| 4e | Adrie van der Poel | Pays-Bas  | Jacky Aernoudt-Rossin | + 0 s           |
| 5e | Etienne De Wilde   | Belgique  | La Redoute-Motobécane | + 0 s           |
| 6e | Gregor Braun       | Allemagne | Vivi-Benotto-Puma     | + 0 s           |
| 7e | Pierino Gavazzi    | Italie    | Atala-Campagnolo      | + 0 s           |
| 8e | Stefan Mutter      | Suisse    |                       | + 0 s           |
| 9e | Ludo Peeters       | Belgique  | TI-Raleigh-Campagnolo | + 0 s           |
| 10e | Valerio Piva       | Italie    |                       | + 0 s           |